# Notolathrus sensitiva
Notolathrus sensitiva är en insektsart som beskrevs av Remes Lenicov 1992. Notolathrus sensitiva ingår i släktet Notolathrus och familjen kilstritar. Inga underarter finns listade i Catalogue of Life.